# أفلح بن عبد الوهاب
افلح بن عبد الوهاب بن عبد الرحمن بن رستم هو الإمام الثالث لـ الرستميين نشأ في بيت علم وجاه فأبوه هو الإمام عبد الوهاب وجده عبد الرحمن هو مؤسس الدولة الرستمية ولعل عهده يعد أرقى عصور الدولة ثقافة وفكرا. وكان حمار وغبي

## حياته
مكان الولادة الشائع انه ولد في إحدى هذه المدن التابعة للإباضية في تيهرت بالمغرب الأوسط (الجزائر حاليًا).
سنة الولادة تكون ما قبل حكمه أي 702 - 810 م.
تصدر الإمام للتدريس وإلقاء العلوم على اختلاف فنونها قبل أن يبلغ الحلم وكانت عليه أربع حلق وقيل سبع من طلبة العلم في شتى صنوف العلم من الفقه وعلم الكلام واللغة العربية والحساب والفلك وبهذا كان صاحب علم غزير ووصل مبلغا لا يدرك شأوه، وكان قد أخذ العلم عن أبيه وجده ومن عاصرهم من كبار العلماء حتى بلغ درجتهم وتفوق على بعضهم، انفرد بأقوال في علم الكلام وقد ترك أفلح عديد الرسائل كما أن له اهتمامات بالحديث وروايته جمعت في معتمد الإباضية في الحديث لم يكن شاعرا بقدر ما كان ناثرا وخطيبا لامعا.
تولى الإمامة وبويع باسمها إمامًا للدولة الرستمية ما بين عام 832م - 871م.

## الوفاة
في آخر دولته استأذنه ابنه أبو اليقظان محمد في الحج فأذن له وذهب، وبينما هو يسعى في الحرم الشريف، إذ أحاطت به رسل بني العباس وأخذ محفوظا تحت المراقبة إلى بغداد، وأودع السجن مع أخي الخليفة العباسي، فبلغ الإمام الخبر فاغتم، وبقي الإمام مكسور الخاطر كئيبا لا يطيب له مقام، ولا يهنأ له منام، لما أصاب قرة عينه ونخبة بنيه، إلى أن وافته المنية.
وقد قال ابن الصغير في ذلك : «وإن أفلح بن عبد الوهاب لما فقد ولده أبا اليقظان هذا وعلم أنه قد رفع إلى بغداد اشتد حزنه عليه وطال غمه به فلم يزل مهموما إلى أن وافته منيته وابنه محبوس ببغداد وذلك سنة مئتين وأربعين للهجرة 240 هـ» وعلى رأي المراكشي تكون وفاته 238 هـ وكانت مدته في الخلافة خمسين سنة على قول ابن الصغير وقال أبو زكريا :«مكث في امامته ستين سنة واليا محسنا وإماما حسن السجية رؤوفا بالرعية لا يخاف في الله لومة لائم» وعلى رأيه تكون وفاته سنة 250 هـ وقد ترك العلامة يعقوب  والبنين الصالحين  فكانوا كما ذكر ابن الصغير المالكي : ٠«وكان لأفلح أولاد قد بلغوا من السن والتجارب والممارسة ما يستحق به كل واحد منهم الإمامة».

## شعره
عرف في ميدان الشعر بقصيدة رائية يحث فيها على طلب العلم واكتسابه ويبجل فيها العلم والعلماء ويحط من قيمة الجهل والجهلة، لكن شعره كشعر كل الفقهاء يغلب عليه الطابع التعليمي.